# Alfredo Signori
Alfredo Signori (Cremona, 7 dicembre 1913 – Cremona, 3 febbraio 2009) è stato un pittore italiano.

## Biografia e stile artistico
Compì i propri studi presso il Liceo artistico di Brera. In seguito si iscrisse all'Accademia, ma frequentò solo per un anno, conseguendo però un diploma valido per l'insegnamento dell'educazione artistica nelle scuole medie, attività che svolgerà fino al 1968.
Il suo interesse era originariamente legato alle figure e al ritratto, con uno stile pittorico che si avvicinava all'espressionismo tedesco e mitteleuropeo, noto in Italia soprattutto grazie alle Biennali veneziane.
Nel dopoguerra uno schiarimento della tavolozza e una maggiore attenzione al paesaggio lo collocarono con più sicurezza nel solco della tradizione pittorica lombarda, ancora memore dell'esperienza chiarista.

## Esposizioni
L'evento di maggior importanza a cui Signori partecipò fu la seconda edizione (1940) del Premio Bergamo di Giuseppe Bottai, con l'opera Uomini in treno, dai toni espressionisti e quasi caricaturali. Nel 1993 venne inaugurata nel capoluogo orobico la mostra Gli anni del Premio Bergamo, una retrospettiva in cui fu esposta una selezione di opere tra quelle che parteciparono a quella storica manifestazione, fra cui Uomini in treno di Signori, e di alcuni dipinti partecipanti al "contrapposto" Premio Cremona di Farinacci.
Altre partecipazioni furono quelle del Premio nazionale Cremona (da non confondere con il Premio Cremona di Farinacci) del 1949, del Premio città di Clusone del 1957 e del Premio nazionale Casalmaggiore del 1957, dove gli venne conferito il diploma d'onore e il premio acquisto dell'opera esposta.
Mostre personali postume di rilievo furono quelle tenute a Cremona (dicembre 2011-gennaio 2012) e a Mantova (autunno 2013), nella quale furono esposti numerosi ritratti di familiari e di numerosi personaggi della cultura internazionale eseguiti tra gli anni Settanta e Ottanta.

## Opere in collezioni pubbliche
Il Museo civico Ala Ponzone di Cremona possiede due dipinti di Signori, Autunno (1949) e Inverno (1950), ispirati dalla tematica delle stagioni e dai toni più chiari e pacati, sulla scorta dell'evoluzione stilistica degli anni del dopoguerra, di cui sopra.